# NGC 2770
NGC 2770 是位于天猫座的一个SASc型螺旋星系，距离地球88,000,000 光年 。

## 特征
在最近几年，NGC 2770共出现三次超新星：SN 1999eh、SN 2007uy以及SN 2008D，因此也被称为“超新星工厂”。其中SN 2008D是最著名的一颗，它首先被被NASA的雨燕卫星（Swift_Gamma-Ray_Burst_Mission）以X-射线侦测发现，而不是通过光学图像发现，这也是天文学家第一次在爆炸之际就观察到了超新星。有人怀疑NGC 2770和其伴星系产生大量巨大质量的恒星而因导致超新星爆发。
此外，NGC 2770还是大双筒望远镜观测的首个目标。